# Bibliografia de Fiódor Dostoiévski
Esta Bibliografia de Fiódor Dostoiévski visa analisar as obras completas de Dostoiévski em 30 volumes e catalogar as traduções existentes para o português.

## Obras literárias

### Romances
| #  | Obra | Publicação              | Títulos das traduções para o português | Tradutor(a)                                | Editora                       | Ano (tradução)  | ISBN                                | Observações                                           | Refs.  | Wikidata da obra |
| 1  | Gente Pobre Бедные люди (Bednye liudi)                                                                             | 1846                    | a) Gente Pobre b) Gente Pobre          | a) Fátima Bianchi b) A. Augusto dos Santos | a) Editora 34 b) Book Haus    | a) 2009 b) 2016 | a) ISBN 9788573264333 b) Não possui | a) Sem observações b) eBook Kindle, ASIN: B01N3Y1CMC. | [ 2 ]  | Q117293          |
| 2  | O Duplo Двойник (Dvoinik)                                                                                          | 1846                    |                                        |                                            |                               |                 |                                     |                                                       | [ 3 ]  |                  |
| 3  | A Senhoria Хозяйка (Khozaika)                                                                                      | 1847                    | A senhoria                             | Fátima Bianchi                             |                               | 2006            | ISBN 8508061021                     |                                                       | [ 4 ]  | Q4498877         |
| 4  | Netochka Nezvanova Неточка Незванова (Netotchka Nezvanova)                                                         | 1849                    |                                        |                                            |                               |                 |                                     |                                                       | [ 3 ]  |                  |
| 5  | O Sonho do Titio Дядюшкин сон (Diadushkin son)                                                                     | 1859                    |                                        |                                            |                               |                 |                                     |                                                       | [ 5 ]  |                  |
| 6  | Aldeia de Stiepantchikov e Seus Habitantes Село Степанчиково и его обитатели (Selo Stepantchikovo i ego obitateli) | 1859                    |                                        |                                            |                               |                 |                                     |                                                       | [ 6 ]  |                  |
| 7  | Humilhados e Ofendidos Унижённые и оскорблённые (Unijonnye i oskorblionye)                                         | Tempo 1861              | a) Humilhados e ofendidos              | a) Rachel de Queiroz                       | a) José Olympio               | a) 1960         |                                     | a)Vol.5, pgs. 1-330                                   | [ 7 ]  | Q1130546         |
| 8  | Recordações da Casa dos Mortos Записки из Мёртвого дома (Zapiski iz Miortvogo doma)                                | Tempo 1861              | a) Recordações da Casa dos Mortos      | a) Rachel de Queiroz                       | a) José Olympio               | a) 1961         |                                     | a)Vol.6, pgs. 27-328                                  | [ 8 ]  |                  |
| 9  | Notas do subterrâneo Записки из подполья (Zapiski iz podpolia)                                                     | Época 1864              |                                        |                                            |                               |                 |                                     |                                                       | [ 9 ]  |                  |
| 10 | Crime e Castigo Преступление и наказание (Prestuplenie i nakazanie)                                                | O Mensageiro Russo 1866 |                                        |                                            |                               |                 |                                     |                                                       | [ 10 ] |                  |
| 11 | O Jogador Игрок (Igrok)                                                                                            | Publicação própria 1867 | a) Um Jogador                          | a) Boris Schnaiderman                      | a) José Olympio               | a) 1960         |                                     | a)Vol.5, pgs. 331-477                                 | [ 11 ] | Q223688          |
| 12 | O Idiota Идиот (Idiot)                                                                                             | O Mensageiro Russo 1869 | O Idiota                               | a) Boris Schnaiderman b) Paulo Bezerra     | a) José Olympio b) Editora 34 | a) 1960 b) 2010 | a) Não possui b) ISBN 8573262559    |                                                       | [ 12 ] |                  |
| 13 | O Eterno Marido Вечный муж (Vetchny muj)                                                                           | 1870                    |                                        |                                            |                               |                 |                                     |                                                       | [ 13 ] |                  |
| 14 | Os demônios Бесы (Besy)                                                                                            | O Mensageiro Russo 1872 |                                        |                                            |                               |                 |                                     |                                                       | [ 14 ] |                  |
| 15 | O Adolescente Подросток (Podrostok)                                                                                | Notas da pátria 1875    |                                        |                                            |                               |                 |                                     |                                                       | [ 15 ] |                  |
| 16 | Os irmãos Karamazov Братья Карамазовы (Bratia Karamazovy)                                                          | O Mensageiro Russo 1880 |                                        |                                            |                               |                 |                                     |                                                       | [ 16 ] |                  |
| -- | --- | ----------------------- | -------------------------------------- | ------------------------------------------ | ----------------------------- | --------------- | ----------------------------------- | ----------------------------------------------------- | ------ | ---------------- |

### Contos
| Obra            | Ref. | Título da tradução | Tradutor(a)    | Ano (tradução) | editora | ISBN                   | Wikidatada da obra | Observações |
| --------------- | ---- | ------------------ | -------------- | -------------- | ------- | ---------------------- | ------------------ | ----------- |
| O Pequeno Herói | .    | Um pequeno herói   | Fátima Bianchi | 2015           |         | ISBN 978-85-7326-599-6 | Q372550            |             |